# Plagiothecium deplanatum
Plagiothecium deplanatum là một loài rêu trong họ Plagiotheciaceae. Loài này được (Bruch & Schimp. ex Sull.) Spruce mô tả khoa học đầu tiên năm 1880.